# 謎男
謎男（Mystery，1971年9月24日-），真名Erik von Markovik（原名Erik James Horvat-Markovic），是一位把妹界的改革派，亦是尼尔．史特劳斯所著的《把妹达人》一书中的主角。 他也出演了VH1的 真人实境秀《把妹达人》。謎男把在把妹界所加入的新思维以Venusian Arts的名称进行教学，亦注册了同名公司。之后又推出了电视节目《把妹达人2》更深入的介绍了与女人交往的技巧与禁忌，让许多单身男人找到了伴侣！也出了一本世人稱為把妹聖經的《謎男方法》。

## 生平
謎男出生于加拿大安大略省多伦多的一个德国裔家庭，他在20岁出头的时候正式将原名Erik James Horvat-Markovic改掉。